# Philippe Sylvain Senderos
Philippe Sylvain Senderos (nascut a Ginebra el 14 de febrer del 1985) és un futbolista professional suís que juga com a defensa a l'Aston Villa, després d'haver jugat quatre temporades al Fulham.